# Калина Илиева
Калина Иванова Илиева е бивш изпълнителен директор на Държавен фонд „Земеделие“ в периода август 2009 г. – октомври 2010 г., когато напуска фонда, който изпълнява функциите на Агенция САПАРД и на разплащателна агенция към българските земеделски производители по мерките от Общата селскостопанска политика (ОСП) на Европейския съюз.
Преди да заеме поста Изпълнителен директор на фонда, опериращ с милиарди евро финансови средства, Калина Илиева е избрана чрез конкурс на тази длъжност. За заемането на длъжността има конкурсно изискване за подходящ образователен ценз. Калина Илиева представя диплома за завършена магистърска степен от Висшия институт по техника и икономика в Берлин, но по-късно се установява, че дипломата е фалшива.
Името ѝ става нарицателно, като с термина „калинка“ се назовават бързо издигнали се хора на държавна служба без нужната квалификация.

## Биография
Според автобиографията, представена на интернет-страницата на Държавен фонд „Земеделие“, бившият му изпълнителен директор е участвал в множество проекти, включително и като ръководител на проекта „Световната икономическа интеграция и бедността: Анализ и иновативни социални продукти“ към изследователското звено на Дойче банк – Deutsche Bank Research.
В България кариерата на Илиева започва от януари 2008 г. като държавен служител в Държавен фонд „Земеделие“ – Агенция САПАРД, а през юли 2008 г. е поканена да участва в екипа, разработил плана за действие на агенцията, за да бъдат отблокирани спрените средства за България по САПАРД. Изпълнението на плана е под контрола на бившия вицепремиер в правителството на Сергей Станишев – Меглена Плугчиева. Впоследствие Калина Илиева е представител на Държавен фонд „Земеделие“ в специализираното звено на Върховната касационна прокуратура за борба с измамите при усвояването на средства от европейските фондове. Тя е и ръководител на работна група за комуникация с Европейската комисия и службата за борба с измамите – ОЛАФ.

## Публичните скандали с Калина Илиева
След избирането на Илиева за изпълнителен директор на Държавен фонд „Земеделие“, в XLI народно събрание от опозицията на ГЕРБ е повдигнат въпроса, че тя не притежава ценз за заемане на длъжността. Въпреки това, едва на 28 години, Калина Илиева след спечелен конкурс е предложена за този пост от министъра на земеделието и храните Мирослав Найденов и назначена на него след съгласуване от министър-председателя Бойко Борисов (чл. 18, ал. 3 от ЗПЗП: Министърът на земеделието и храните след съгласуване с министър-председателя предлага на управителния съвет да избере изпълнителен директор на фонда, който е член на управителния съвет по право), като на сайта на фонда е отбелязано, че 
| „ | след подбора на кандидатите, изборът бе съгласуван и одобрен от министър-председателя Бойко Борисов, каквото е изискването на Закона за подпомагане на земеделските производители, на който се базира дейността на ДФ „Земеделие“ | “ |

 Калина Илиева е дъщеря на директора на Столична дирекция „Пожарна безопасност и защита на населението“ комисар Иван Илиев.
По време на изпълнение на отговорната служба, Калина Илиева забременява, за което прекият ѝ ръководител – министъра на земеделието и храните Мирослав Найденов, разбира в студиото на БНР от баща ѝ в деня, в който тя ражда момче. Представяла е болнични с други диагнози. По закон, принципал и компетентен орган за акредитация на Държавен фонд „Земеделие“ като разплащателна агенция е министърът на земеделието и храните – в случая Мирослав Найденов.
В края на месец ноември 2010 г. става ясно от изпратено съобщение до редакцията на вестник „168 часа“ от Гизела Хютингер, пресаташе на Висшия институт по техника и икономика в Берлин, че така обявения от Калина Илиева висш образователен ценз е фалшив, което се установява от отговора от института на запитване от вестника.
| „                                                                             | Мога да потвърдя, че госпожа Калина Иванова Илиева не е завършила образованието си във Висшия институт по техника и икономика в Берлин. Тя не е получила диплома за завършен седемсеместриален курс на обучение по бакалавърската програма, нито е получила магистърска степен през 2007 година, както самата твърди. Висшият институт по техника и икономика в Берлин я е изключил, тъй като тя никога не е положила изпит. Висшият институт по техника и икономика в Берлин ще съобщи за извършеното престъпление в полицията, а именно фалшифициране на документи. Явно г-жа Илиева е подправила подписа на президента професор доктор Михаел Хайне, както и печата на Висшия институт по техника и икономика в Берлин. В същото време Висшият институт по техника и икономика в Берлин ще информира властите в България и в Брюксел за това престъпление. | “ |
| Гизела Хютингер, пресаташе на Висшия институт по техника и икономика в Берлин | |   |

От изнесеното в пресата става ясно, че германската прокуратура започва разследване за извършено криминално престъпление от Калина Илиева. Това изправя България пред международен скандал, подобен на този с „делото Борилски“ за убийството на българския студент по право в Париж, чието убийство от негов съученик с помагачи е разследвано и приключено от френската полиция. След дипломатическа намеса за ново разглеждане от българския съд, наказателното дело завършва най-накрая с осъдителни присъди. В случая с Калина Илиева не става ясно дали бъдещото следствено и наказателно съдебно дело ще се гледа в Берлин, за което ще се наложи и бъде изискано от българските власти екстрадирането на Калина Илиева в Германия. Остава висящ и твърде същественият въпрос за действителността на актовете и разплащанията, извършени от Държавна агенция „Земеделие“ с подписа на Илиева, и евентуалното ново и окончателно спиране на европейските плащания за България, въпреки че според надзорникът и акредитиращ разплащателната агенция Държавен фонд „Земеделие“ няма такава опасност. Мирослав Найденов заявява:
| „ | Нелепа е ситуацията. Искрено, искрено се надявам и ще ми се да не вярвам, че това е истина. Просто, ако това е истина, дано е станала някаква наистина огромна грешка. Не ми се иска да мисля, тъй като това би било огромно петно въобще за българската администрация | “ |

Само месец преди това изказване министърът на ГЕРБ откровено заявява:
| „ | Калина Илиева е освободена не заради признаване на кадрова грешка, а поради обективната ѝ невъзможност да изпълнява задълженията си към момента. | “ |

Пред вестник „Труд“ Валери Първанов, зам-главен прокурор, заявява по повод скандала с фалшивата диплома на Калина Илиева, че
| „ | хората, които са имали взаимоотношения с фонд „Земеделие“, печелили са проекти, получавали са пари по различни програми с нейния подпис, могат да са спокойни – интересите им не са застрашени | “ |

, понеже актовете издадени от бившия изпълнителен директор на фонда не били нищожни според заместника на Главния прокурор на България, с оглед стабилността на гражданския оборот.
С подписа на Калина Илиева са изплатени 721 594 725 лева средства на ЕС за времето от 18 август 2009 г. до 8 октомври 2010 г., през което тя е начело на Държавен фонд „Земеделие“.
Делото срещу нея е образувано на 30 ноември 2010 г. При разследването е установено, че сама е фалшифицирала дипломата си, а след това я е представила в Министерството на образованието за легализиране. Повдигнати са ѝ две обвинения – за подправянето на дипломата ѝ, както и за използването на четири документа, които удостоверяват образователната ѝ степен. Установява се, че тя е фалшифицирала печата на Висшия институт по техника и икономика в Берлин, подправила е подписа на декана и е изфабрикувала подписа на председателя на изпитната комисия.
Калина Илиева признава пред съда, че не е завършила висше образование в Германия и има само средно образование. Софийския районен съд приема споразумение между нея и прокуратурата и ѝ налага само 3-годишна условна присъда с 5 години изпитателен срок. Властите в Германия не завеждат дело срещу нея, тъй като не е използвала в Германия фалшивата диплома.
След скандала името на главната героиня става нарицателно за назначени некомпетентни кадри в държавното управление.